# Agrotikos Asteras
Maillots
Le Proodeftikós Morfotikós Athlitikós Kai Proskopikós Sýllogos Agrotikós Astéras (en grec moderne : Προοδευτικός Μορφωτικός Αθλητικός και Προσκοπικός Σύλλογος Αγροτικός Αστέρας), plus couramment abrégé en Agrotikós Astéras, est un club grec de football fondé en 1932 et basé dans la ville de Thessalonique.
Il n'a jamais évolué en première division. Le Grec Mákis Katsavákis est l'entraineur depuis décembre 2019.

## Historique
- 1932 : fondation du club

## Palmarès
| Compétitions nationales |
| --- |
| - Championnat de Grèce de troisième division (2) : - Champion : 2005-2006 et 2013-2014. - Championnat de Grèce de quatrième division (2) : - Champion : 1993-1994. |

## Personnalités du club

### Entraîneurs du club
| - Giorgos Foiros (1987) - Stratos Voutsakelis (2002 - 2003) - Vasilis Antoniadis (2004) - Grigoris Tsinos (2004 - 2005) - Periklis Amanatidis (2005 - 2008) - Giorgos Foiros (2008 - 2009) - Periklis Amanatidis (2010 - 2011) | - Vasilis Antoniadis (2011) - Giorgos Koutsis (2011 - 2012) - Panagiotis Dilberis (2013 - 2014) - Periklis Amanatidis (2014 - 2015) - Panagiotis Dilberis (2015) - Giorgos Koutsis (2015) - Kostas Georgiadis (2016) | - Giorgos Foiros (2017) - Nikolaos Karabetakis (2017) - Polychronidis Aretakis - Konstantinos Kanakaridis - Tolis Kounoumou - Mákis Katsavákis (2019 - ) |